# Strombus
Genre
Synonymes
- Pyramis Röding, 1798
- Strombella Schlüter, 1838

Strombus est un genre de mollusques marins de la classe des gastéropodes.

## Étymologie
Le nom de genre vient du grec στρομβος / strombos, «  tourbillon, toupie, fuseau ; objets en spirale », utilisé par Linné pour désigner la « conque marine », en référence à la forme de la coquille.

## Taxinomie
Ce genre très emblématique (les fameuses « conques ») a longtemps compté de très nombreuses espèces, mais les classifications modernes comme World Register of Marine Species (22 février 2014) ont récemment redistribué une grande partie de celles-ci dans d'autres genres de la même famille, comme Conomurex ou Lentigo.

## Liste des espèces (appeléesconques)
| Selon NCBI (22 février 2014) : - Strombus alatus Gmelin, 1791. - Strombus auris-dianae Linnaeus, 1758 — Strombe oreille de Diane. - Strombus bulla - Strombus canarium Linnaeus, 1758 — Sérin. - Strombus costatus Gmelin, 1791. - Strombus dentatus Linnaeus, 1758 — Strombe denté. - Strombus epidromis - Strombus fragilis Röding, 1798 — Strombe fragile. - Strombus fusiformis - Strombus galeatus - Strombus gallus Linnaeus, 1758 — Queue de coq. - Strombus gibberulus Linnaeus, 1758 — Strombe bossu. - Strombus gigas Linnaeus, 1758. - Strombus gracilior G. B. Sowerby I, 1825. - Strombus granulatus - Strombus haemastoma - Strombus labiatus - Strombus latus Gmelin, 1791. - Strombus lentiginosus Linnaeus, 1758. - Strombus luhuanus Linnaeus, 1758 — Strombe bouche rouge. - Strombus maculatus - (Strombus marginatus Linnaeus, 1758 — Strombe marginé. ) - Strombus microurceus - Strombus peruvianus - Strombus pugilis Linnaeus, 1758. - Strombus raninus Gmelin, 1791 — Aile de faucon. - Strombus sinuatus Humphrey, 1786 — Strombe à crête. - Strombus taurus - Strombus urceus Linnaeus, 1758 — Ourson. - (Strombus variabilis Swainson, 1820.) - Strombus vittatus - Strombus vomer Röding, 1798. - Strombus wilsoni | Selon World Register of Marine Species (22 février 2014) : - Strombus alatus Gmelin, 1791 - Strombus blanci Tröndlé & Salvat, 2010 † - Strombus gracilior G. B. Sowerby I, 1825 - Strombus pugilis Linnaeus, 1758 Selon ITIS (22 février 2014) : - Strombus alatus Gmelin, 1791 - Strombus costatus Gmelin, 1791 - Strombus gallus Linnaeus, 1758 - Strombus gigas Linnaeus, 1758 - Strombus pugilis Linnaeus, 1758 - Strombus raninus Gmelin, 1791 |

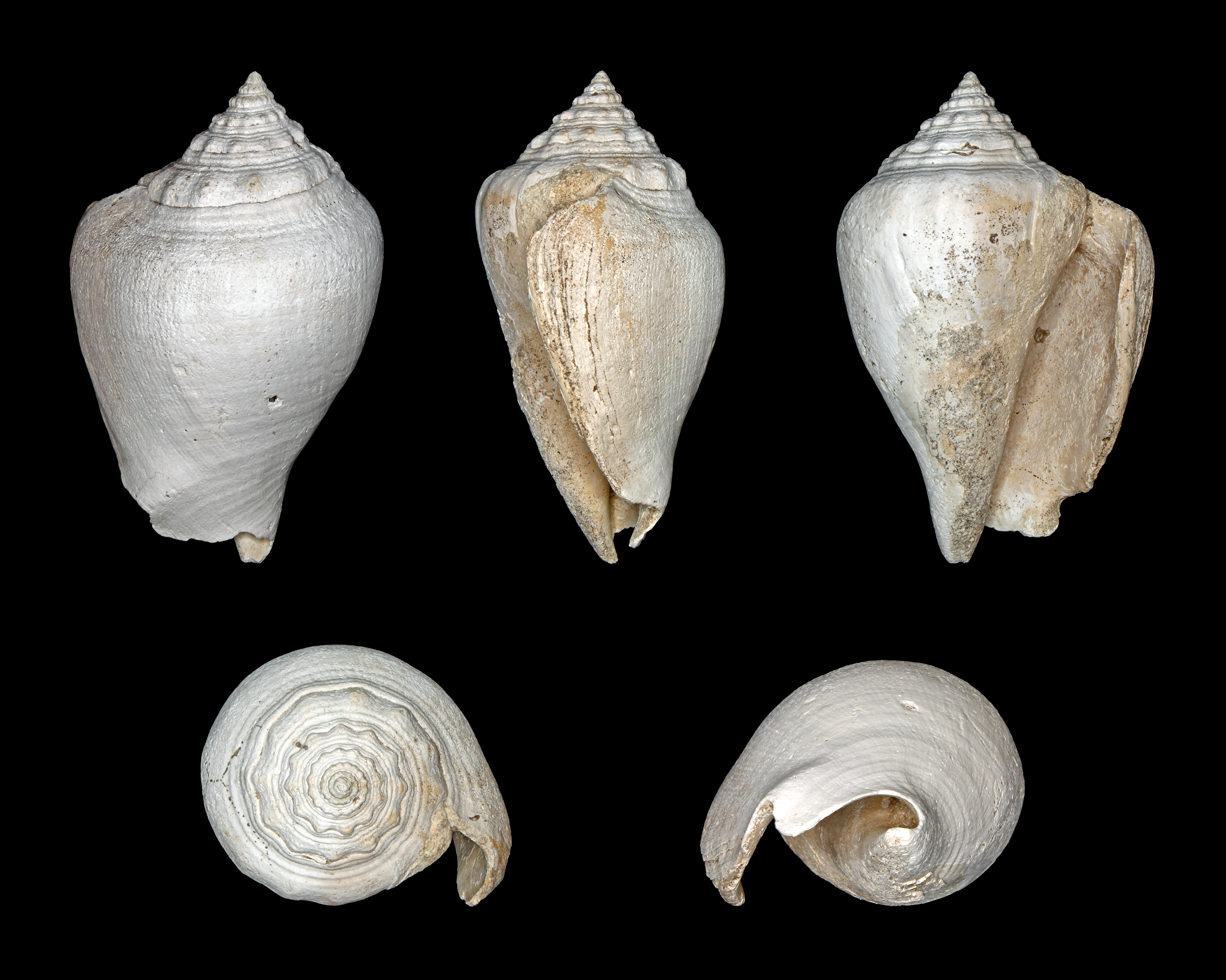
Strombus alatus
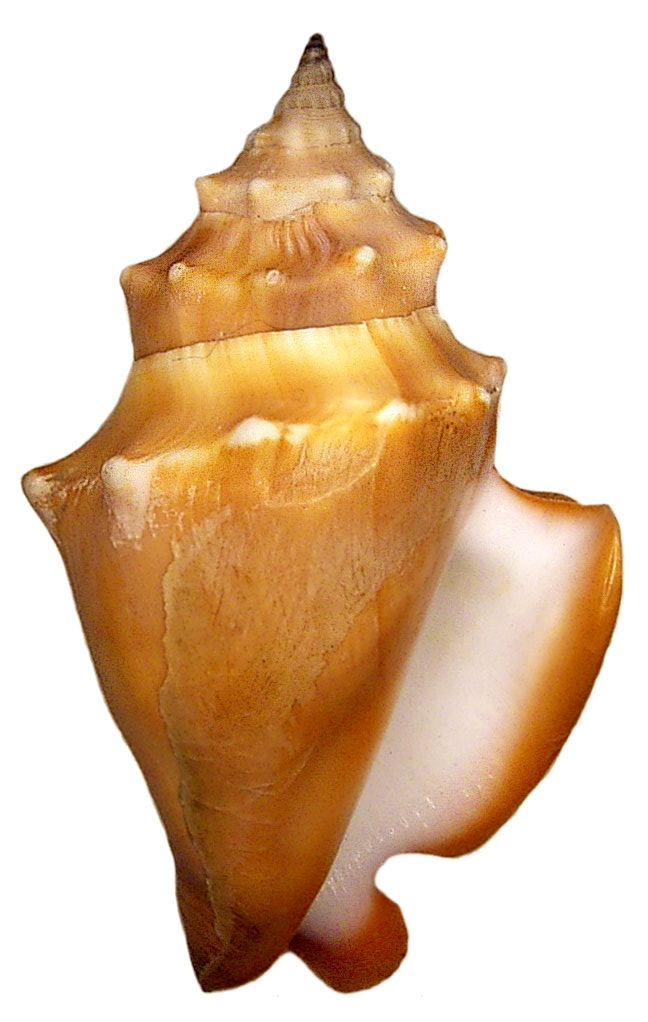
Strombus gracilior
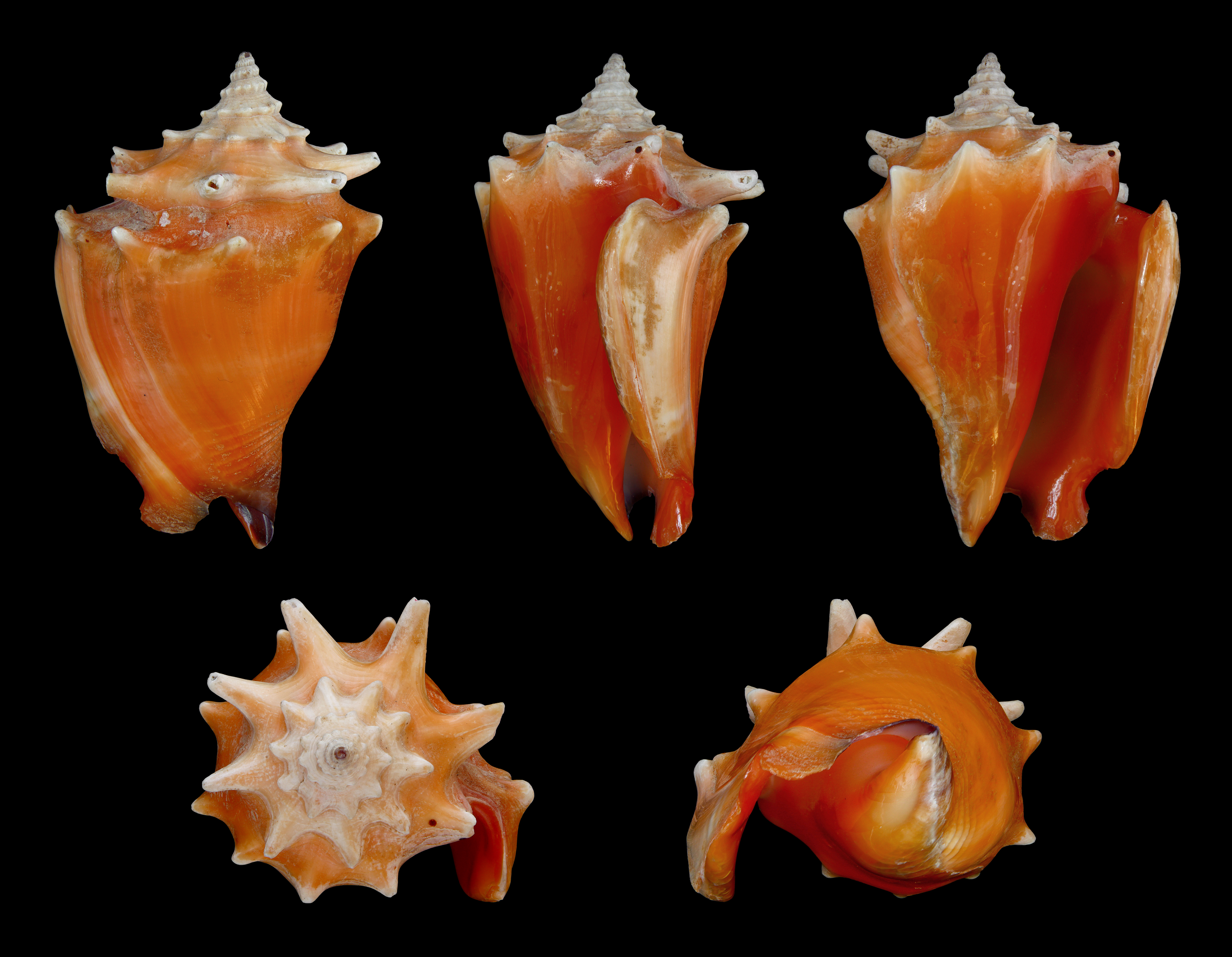
Strombus pugilis
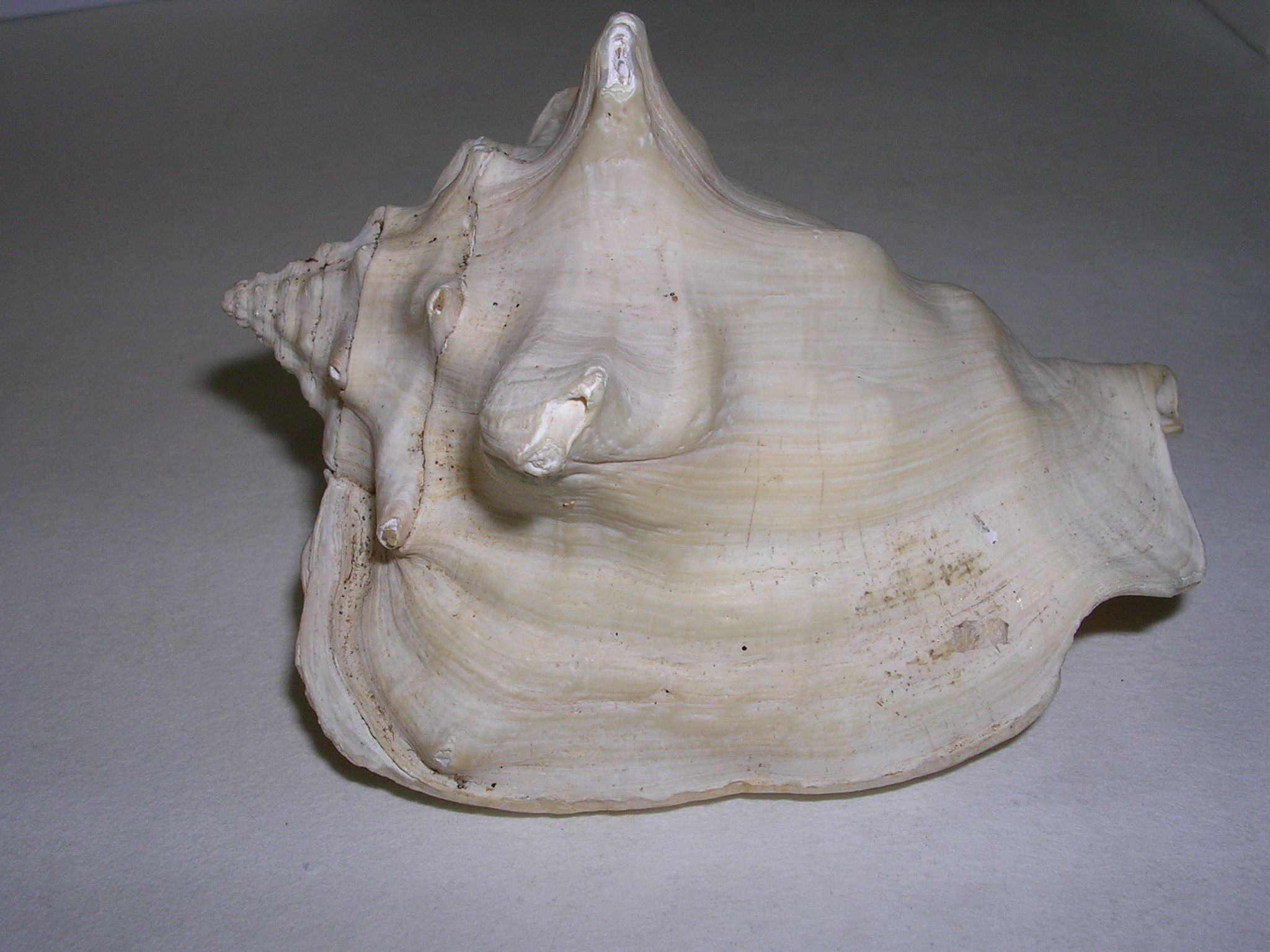
Strombus bubonius (fossile du Pléistocène).
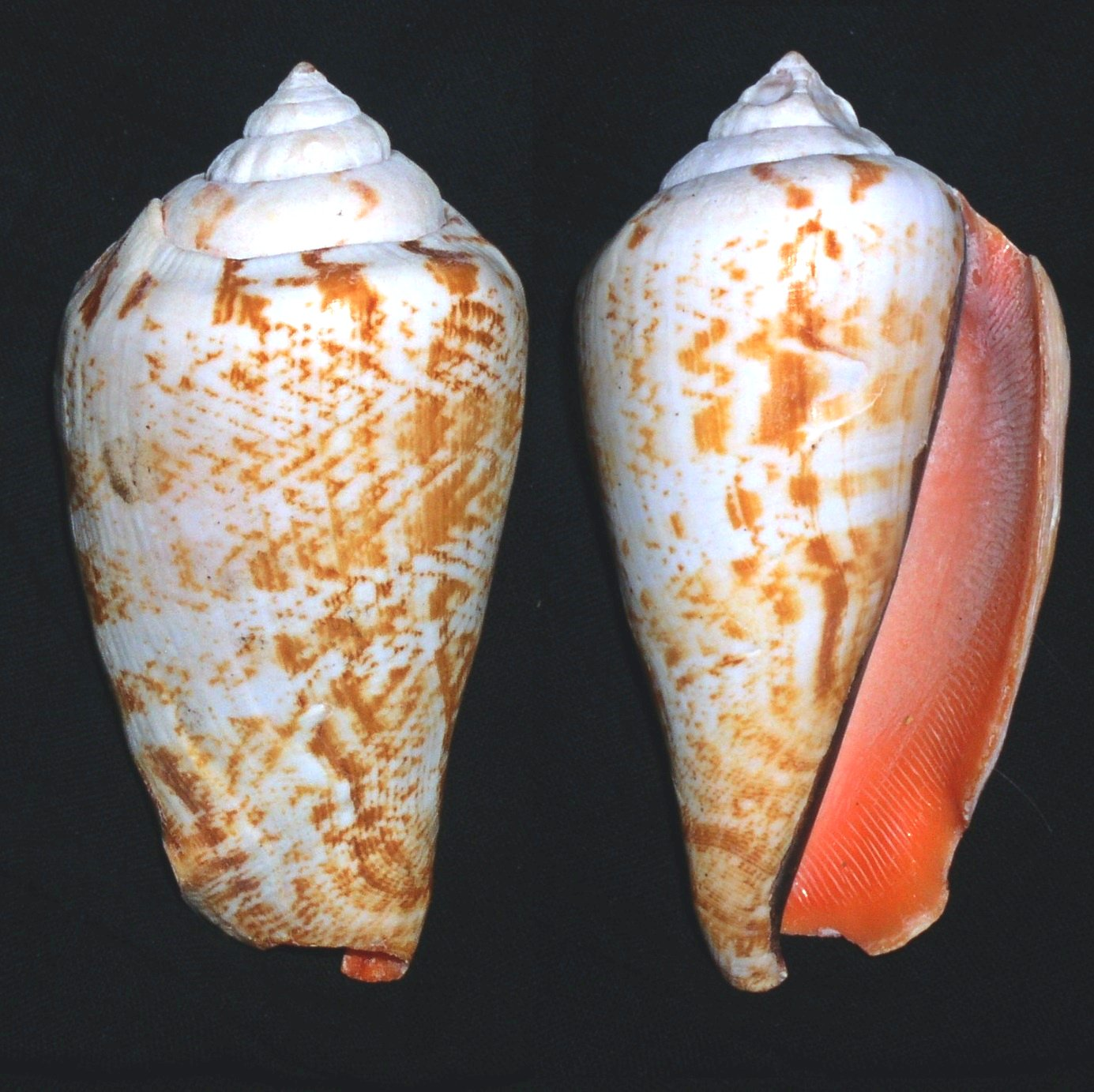
Strombus luhuanus Strombe bouche-rouge